# Benzydyna
Benzydyna (4,4'-bianilina, 4,4'-diaminobifenyl), H2N−C6H4−C6H4−NH2 – organiczny związek chemiczny z grupy diamin aromatycznych zbudowana z dwóch reszt aniliny połączonych w pozycji para; pochodna bifenylu zawierająca 2 grupy aminowe w pozycji para każdego pierścienia benzenowego. Tworzy bezbarwne płytki, rozpuszczalne w etanolu lub eterze. Benzydynę wiąże się z występowaniem raka pęcherza moczowego i trzustki.

## Zastosowanie
- otrzymywanie barwników azowych
- w analizie chemicznej służy do wykrywania niektórych metali
- w kryminalistyce do wykrywania śladów krwi